# Frédéric Beigbeder

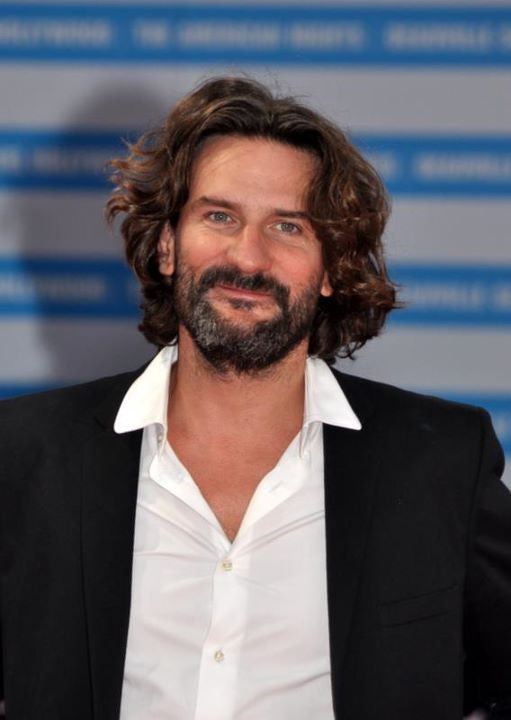
Frédéric Beigbeder en 2011.

Frédéric Beigbeder (Neuilly-sur-Seine, 21 de septiembre de 1965) es un escritor, crítico y comentarista francés. 

## Trayectoria
Hijo de Christine de Chasteigner, traductora de novelas, y Jean-Michel Beigbeder, estudió la secundaria en los Liceos Montaigne y Louis-le-Grand. Posteriormente, asistió al Instituto de Estudios Políticos de París, donde obtuvo una licenciatura en Ciencias Políticas (1987). En 1989 comenzó a trabajar como ejecutivo de publicidad, autor, locutor y editor. 
En 1994 fundó el Premio de Flore, que se entrega anualmente a una joven promesa de la literatura francesa. Entre los ganadores se encuentran Vincent Ravalec, Jacques A. Bertrand y Michel Houellebecq.
En 1997 publica El amor dura tres años (Anagrama), una novela breve, autobiográfica, en la que describe la evolución de una relación amorosa con una mezcla de comicidad y escepticismo. El enamoramiento, el matrimonio, el aburrimiento, el adulterio y un nuevo enamoramiento.
En el año 2000 publica 13,99 euros que es un gran éxito de público en diversos países y lo consolida como autor. Narra la historia de Octave Parango, un creativo de la publicidad (trasunto de sí mismo) totalmente narcotizado de cocaína. Esta novela es muy crítica con el mundo de las agencias de publicidad. El propio Frédédric trabajaba en la agencia Young & Rubicam hasta que fue despedido poco antes de la publicación de la novela. La historia desvela los misterios de uno de los poderes más influyentes de nuestro tiempo, pero después la trama desemboca en un delirio publicitario menos creíble en que las multinacionales son satirizadas con gran acritud. Fue adaptada al cine en 2007 (contando como protagonista al actor ganador del Oscar Jean Dujardin en el papel de Octave Parango). 
En 2002 presentó el programa de televisión Hypershow en el canal francés Canal+. 
En 2005 asistió, con Alain Decaux, Richard Millet y Jean-Pierre Thiollet, al Salón del libro en Beirut.
Desde 2005 dirige el programa “Grand Journal” en el mismo canal, donde analiza la actualidad literaria.
En febrero de 2008 al salir de Le Baron, local de moda de París, para fumar un cigarrillo a las 3 de la madrugada, en la desierta avenida Marceau, era detenido con 2,6 gramos de cocaína en el bolsillo por una pareja de policías de paisano. Intentó huir a la carrera pero solo sirvió para agravar la situación. Dijo al respecto: "Fue horrible, pasé la noche en la comisaría del distrito VIII; en una celda más pequeña que este lugar. A la mañana siguiente, el fiscal me reconoció y se propuso dar un escarmiento. Me iba a enterar. La noticia se filtró a la prensa y me encerraron en la Conciergerie, la fortaleza donde estuvo recluida María Antonieta. Al tercer día me soltaron. Ahora tengo que ser bueno e ir a terapia. Pero lo que son las cosas, semanas más tarde, Sarkozy entregaba a mi hermano Charles las insignias de caballero de la Legión de Honor por su trayectoria empresarial, en el palacio del Elíseo. Y allí estaba yo, en primera fila, con mi familia frente al presidente.
A los 47 años ganó el premio Renaudot por su libro Una novela francesa, que novela la vida de sus padres y su propia infancia con gran maestría.
A finales de 2013 Beigbeder resucita la revista erótica Lui, que había sido dirigida en los años 60 y 70 por el intelectual Jacques Lanzmann y François Truffaut hacía la crítica de cine. Beigbeder con esta acción dice que defiende “un espíritu libertino dieciochesco y puramente francés”, mundano y hedonista pero con fondo. Beigbeder ha seleccionado una redacción integrada por mujeres. “Lo he hecho para protegerme. Pero no de las críticas, sino de mí mismo”. Añade que el éxito del proyecto se debe a que la mitad de sus lectores son mujeres. Para Beigbeder, el erotismo: “tal vez siga despertando algo de culpabilidad cristiana. Pero eso está bien. Ese pequeño escalofrío no hace más que intensificar el goce”.
En su última novela, Oona y Salinger (Anagrama, en castellano) novela un episodio desconocido del autor de El guardián entre el centeno, su relación fallida con Oona O'Neill, celebrity e hija del dramaturgo Eugene O’Neill. La historia del breve romance de principios de los cuarenta acabó cuando Oona le reemplazó por Charlie Chaplin, con quien se casó cuando Salinger se fue a Europa para luchar en la Segunda Guerra Mundial. Oona O’Neill era una habitual de la noche neoyorquina. Era inteligente, bella y traviesa: “Era una it-girl, de esas que se hacen famosas sin hacer nada en concreto”, define Beigbeder. Fue musa de Orson Welles y Truman Capote, que se inspiró en ella para su Desayuno con diamantes. 
En su artículo "Ningún algoritmo lleva bigote" (en enlaces externos) generó gran controversia en la red acreditándose una escasa sensibilidad y valía periodística. En este artículo se entremezclan temas como la informática, sus prejuicios expresados de manera despectiva hacia quienes llevan un modo de vida diferente al suyo y sus preferencias políticas. La desestructuración temática y argumental, las reiteradas faltas de respeto basadas en tópicos peyorativos, la evidencia de su desconocimiento sobre la informática así como la falta de rigor periodístico y de un contexto expresivo apropiado fueron también objeto de crítica. Muestra también facetas de su personalidad narcisista, manifestando su superioridad hacia los individuos por él considerados "nerds", personas a las que reconoce que intimidaba en su etapa estudiantil en el instituto, época de la que se jacta también de su presunto atractivo hacia el sexo opuesto.

## Opiniones
Respecto a las drogas también ha dicho lo siguiente: "Escribir con drogas es agradable pero retrasa la escritura y la reemplaza. La droga empeora mi escritura. Me quedo con el vino y la cerveza".
Otra de sus máximas es: "Hago muchas cosas muy deprisa por pura pereza, para acabar pronto, para no cansarme; fue un consejo que me dio una madrugada Roland Topor".
Es un fenómeno mediático en Francia. Amado y odiado. Bernard Pivot, padre de Apostrophes, le define como "un payaso y un escritor; aunque cada vez menos payaso y cada vez más escritor". 
Beigbeder comenta así su popularidad: "No comprendo a esas personas que buscan la fama durante años y cuando la conquistan se quejan. Hay que salir para estar en contacto con la gente, para ver, para escuchar. Un escritor no puede ser un monje. No creo que el escritor tenga que estar metido en casa a las ocho de la tarde para hacer el crucigrama de Le Monde. Que renuncie a vivir para escribir. A Kafka le encantaba divertirse. Hay escritores agonizantes y doloridos, como Flaubert y otros hedonistas hasta el final, como Baudelaire. En el centro estaría Proust, un hombre asiduo de largas fiestas nocturnas y también de encerrarse para escribir. Es mi modelo. Trabajo de día, salgo de noche y duermo poco; pero ir de fiesta no es lo opuesto a hacer un buen libro".

## Vida personal
Se casó el 17 de mayo de 1991 con Diana de Mac Mahon, de la que se divorció en marzo de 1996 sin descendencia. A continuación, en 1999 tuvo una hija, Chloe, de su relación con Delphine Valette.
Se casó con su segunda esposa Amélie Labrande, el 17 de junio de 2003 y también se divorciaron, sin hijos.
El 12 de abril de 2014, en las Bahamas, se casó con su tercera esposa, la modelo Lara Micheli.

### Novelas
- 1990 : Mémoire d'un jeune homme dérangé (“Memorias de un joven loco”), éditions de la Table ronde.
- 1994 : Vacances dans le coma (“Vacaciones en coma”), Éditions Grasset.
- 1997 : L'amour dure trois ans (“El amor dura tres años”), Éditions Grasset.
- 1998 : Barbie, éditions Assouline, coll. « Mémoire de la mode ».
- 1999 : Nouvelles sous ecstasy (“Historias en éxtasis”), Éditions Gallimard.
- 2000 : 99 francs (13,99 euros), Éditions Grasset.
- 2003 : Windows on the World, Éditions Grasset.
- 2005 : L'Égoïste romantique (“El romántico egoísta”), Éditions Grasset.
- 2007 : Au secours pardon (“Socorro, perdón”), Éditions Grasset.
- 2009 : Un roman français ("Una novela francesa"), Éditions Grasset.
- 2016 : Oona y Salinger, Editorial Anagrama.
- 2020 : Una vida sin fin, Editorial Anagrama.

#### Ensayos
- 2001 : Dernier inventaire avant liquidation (Último inventario antes de liquidación), Éditions Grasset.
- 2011 : Premier bilan après l'Apocalypsy, Éditions Grasset.